# Philipp Heinisch

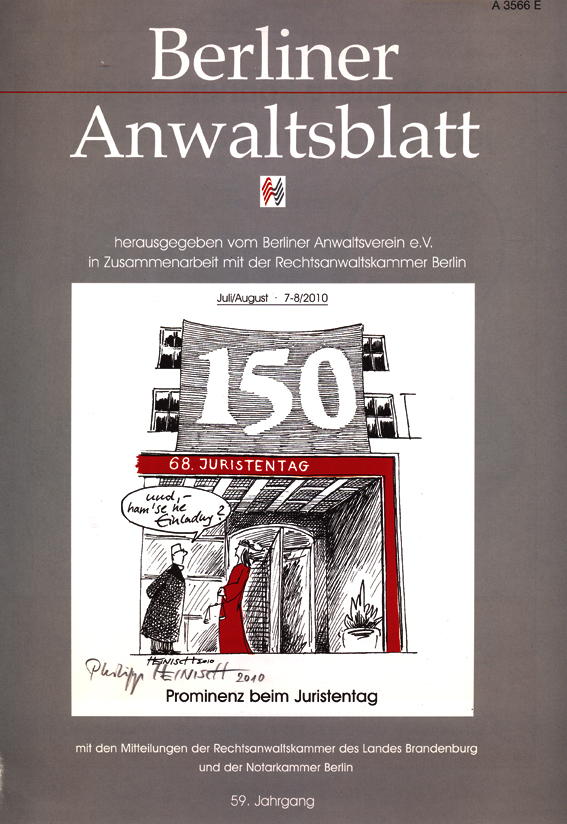
Philipp Heinisch, 150 Jahre Juristentag, Titelblatt Berliner Anwaltsblatt, August 2010

Philipp Heinisch (* 1945 in Coburg) ist ein in Berlin lebender Maler, Zeichner und Karikaturist.

## Leben
Nach dem zweiten juristischen Examen war Heinisch zunächst als Rechtsanwalt tätig. 1975 war er am Schmücker-Prozess beteiligt, dem mit fast 600 Verhandlungstagen längsten deutschen Strafprozess (1976–1991).